# Bröhler Schloss

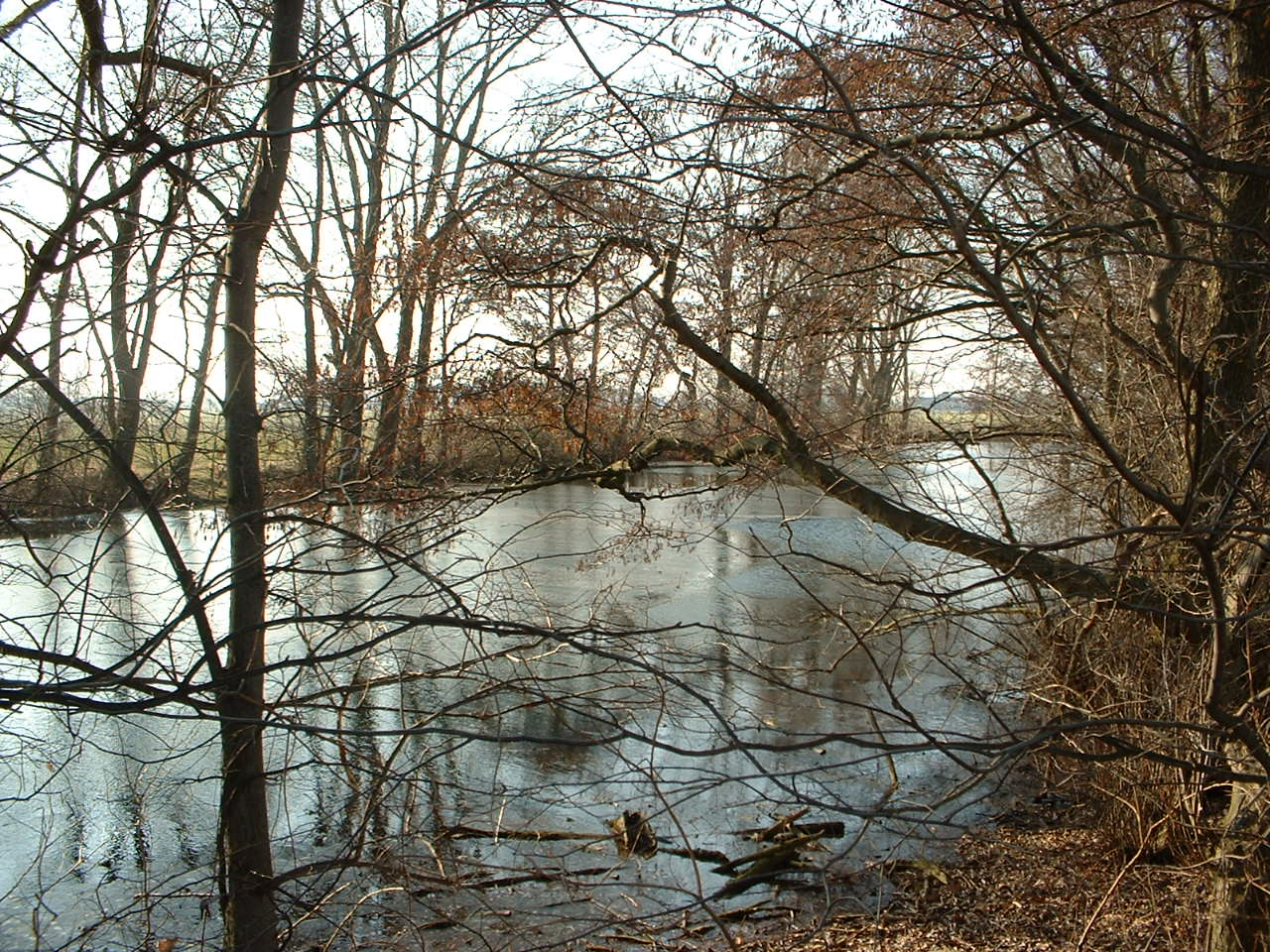
Bröhler Teich

Das Bröhler Schloss war ein Wasserschloss in den Wiesen des Bröhls nördlich von Westhemmerde, heute Stadtteil von Unna in Westfalen, am Bröhler Teich. Die Ruinen standen noch bis ins 18. Jahrhundert.
Johann Dietrich von Steinen schreibt in seiner Westphälischen Geschichte von 1701: Eine Viertelstunde von diesem Schloß (Haus Westhemmerde), in einem Walde, welcher der Broel heißet, hat vorzeiten ein Schloß gestanden, welches das ,Haus Broel' genannt wurde und sind die Überbleibsel noch vorhanden. Die Besitzer waren die Ritter ,von dem Broel', welche nachher den Namen von Plater mit angenommen haben. Als nun dieses Schloß verfiel und die von Broel die Güter von Plater geerbt hatten, haben sie im 16. Jahrhundert in Westhemmerde dieses Schloß gebaut, welches durch Heirat Mechtel Catrina von dem Broel geborene Plater an Johan Bernd von Elspe zu Borghausen kommen ist. Die von Plater sind alte westfälische Ritter, aber längstens ausgestorben (1135–1298 von Plater nachweisbar).
Wann Haus Bröhl errichtet wurde, ist unbekannt, und über die früheren Besitzer lassen sich nur Mutmaßungen anstellen. Zu ihnen könnte Gerhard von dem Broel (de Brule) gehört haben, der 1217 als Urkundenzeuge fungierte, als Graf Gottfried von Arnsberg dem Kloster Wedinghausen Güter in der Nähe von Werl verkaufte.

## Zerstörung während der Dortmunder Fehde
Dortmunder Soldaten unternahmen während der Dortmunder Fehde in den Jahren 1388 und 1389 zahlreiche Ausfälle, brandschatzten und plünderten Dörfer in der Umgebung, nämlich: am 29. Mai und 1. Oktober Dorstfeld, am 19. Juli Lütgendortmund, am 28. August Recklinghausen, am 29. August Westhemmerde (Bröhl), am 17. September Derne, am 3. Oktober Holthausen, am 13. Oktober Brünninghausen, am 13. Oktober, 2. Dezember und 23. Dezember Eving, am 23. Oktober Westhausen, am 31. Oktober Schwansbell und Kurl, am 13. November Grevel, am 15. und 16. November Marten, Wischlingen, Menglinghausen und Wandhofen, am 21. November Methler und Huckarde, am 7. Dezember Altenderne, Schüren, Wambel und Hörde, am 1. März 1389 Renninghausen, am 4. März Grevel und Lanstrop, am 21. März Kleinholthausen.